# Starý most (Zvornik)

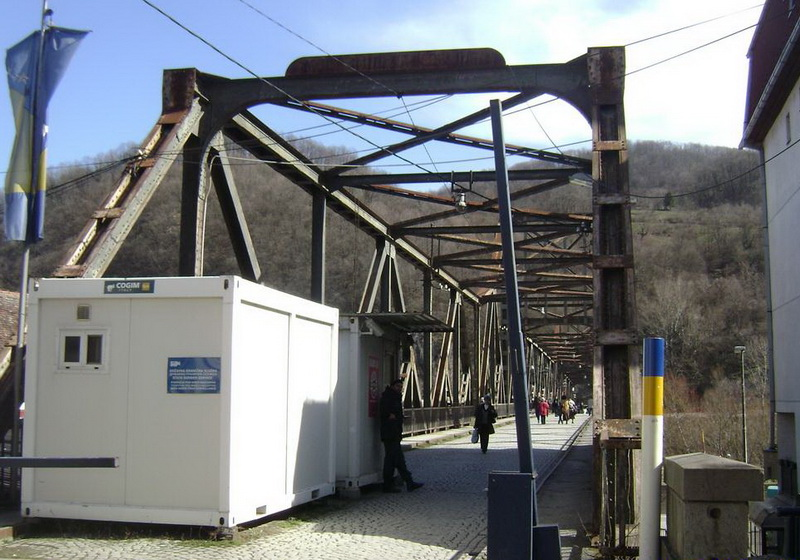
Hraniční přechod na mostě z bosenské strany.

Starý most, celým názvem Most Alexandra I. Karađorđeviće (srbsky Стари мост/Stari most, resp. Мост Александра I. Карађорђевића) spojuje město Zvornik v Bosně a Hercegovině s Malým Zvornikem v západním Srbsku. Most překonává řeku Drinu. Dlouhý je 150 m, široký 7,2 m a jeho ocelová konstrukce váží 950 000 kg. Byl vybudován v 20. letech 20. století za cenu 13,5 milionů tehdejších jugoslávských dinárů.

## Historie
Plán výstavby mostu byl poprvé předložen roku 1922 na místě, kde se v roce 1919 vylodil tehdejší jugoslávský král Alexandr I. Finální řešení projektu bylo schváleno až roku 1926. O rok později byly zahájeny stavební práce. V roce 1929 byl most dokončen a předán k užívání. Výstavbu financovalo ministerstvo výstavby Království Jugoslávie, za válečné reparace z první světové války a osobní příspěvek krále Alexandra. Na výstavbu mostu dohlíželi jeden jugoslávský inženýr (Mičić) a jeden ruský (Žilov). Zátěžová zkouška byla realizována za pomocí navezení 30 tisíc tun kamení, které zde zůstaly 15 dní. Slavnostní otevření stavby se uskutečnilo dne 12. ledna 1930 za přítomnosti krále Alexandra.
Most byl zničen během Dubnové války v roce 1941. Obnova probíhala od podzimu 1945 až do června 1946. Na jeho výstavbě tehdy pracovali němečtí a italští váleční zajatci. Po obnově nesl jméno Filipa Klajića Fići, partyzána, který padl v boji v červnu 1943 v blízkosti Zvornika.
Od roku 2009 nese most původní název. Je památkově chráněn a neslouží pro pravidelný provoz. Od roku 1991 prochází jeho středem státní hranice mezi Srbskem a Bosnou a Hercegovinou.